# Прапор Іршанська
Пра́пор Іршанська — офіційний геральдичний символ смт Іршанськ Житомирської області, затверджений 18 травня 2011 рішенням Іршанської селищної ради VI-го скликання.

## Опис
Прапор являє собою прямокутне полотнище зі співвідношенням сторін 2:3, по горизонталі поділене на три рівновеликі смуги: зверху — зелена, всередині — червона, знизу — синя.
У центрі полотнища вміщено зображення малого герба Іршанська. Висота герба становить 2/5 висоти полотнища, а ширина герба — 2/9 ширини полотнища прапора. Обидві сторони полотнища ідентичні. Основні кольори герба — червоний, зелений, синій, золотий та срібний.

## Символіка
- Червоний колір є ознакою любові, мужності та великодушності.
- Зелений колір уособлює життя, молодість та багатство місцевих лісів.
- Синій колір є втіленням чесності, вірності, досконалості й духовності, а також символ чистого неба та води.